# Олтенија
Олтенија или, раније, Мала Влашка (рум. Oltenia, лат. Wallachia Minor, Wallachia Alutana, Wallachia Caesarea) је једна од историјских покрајина Румуније и мањи, западни део веће покрајине Влашке. Највећи град и историјско и културно средиште Олтеније је град Крајова.

## Географија
Олтенија је западни и мањи (1/3) део покрајине Влашке. Од њеног другог дела, Мунтеније, дели је на истоку река Олт (по којој је и добила име). Дунав чини јужну границу (према Бугарској) и западну (према Србији), а северну Карпати према Трансилванији. На крајњем северозападу постоји и мала граница ка румунском Банату. Данас Олтенија не постоји као самоуправна јединица, али су управне границе месних жупанија готово истоветне као природне, мада према Мунтенији постоје жупаније које залазе у обе румунске покрајине.

## Управна подела и градови
Олтенија обухвата неколико жупанија данашње Румуније:
- Жупаније које су потпуно у Олтенији:
  - Телеорман (крајње западни и веома мали део жупаније)
  - Горж
  - Долж
  - Мехединци (готово цела жупанија сем крајњег запада)
  - Валча (већи део жупаније без источне трећине)
  - Олт (западна половина жупаније)

Највећи град и историјско и културно средиште Олтеније је град Крајова, који се налази у самом средишту покрајине. Остали важни градови су: Рамнику Валча, Дробета-Турну Северин, Таргу Жију и Каракал.